# Trastorno esquizotípico de la personalidad
El trastorno esquizotípico es un tipo de trastorno de la personalidad que el DSM IV TR clasifica dentro del grupo A (desórdenes raros o excéntricos). Estas personas tienen un patrón de déficit social o interpersonal, lo cual les produce un gran malestar e incomodidad al relacionarse socialmente, suelen ser consideradas personas extrañas o inusuales. Además tienen distorsiones cognitivas y de pensamiento y un comportamiento excéntrico.

## Descripción
No debe confundirse este trastorno con la esquizofrenia. Aunque tienen cierta relación ya que este trastorno aparece con más frecuencia en personas con familiares esquizofrénicos, la diferencia fundamental es que las personas con trastorno esquizotípico de la personalidad no presentan alucinaciones y delirios (no hay desconexión con la realidad).
A pesar de ello, las personas con este trastorno pueden estar muy perturbadas y lo manifiestan en su comportamiento, en sus relaciones interpersonales, en su apariencia, en su forma de hablar y en ideas extrañas de tipo paranoide que no llegan a cumplir criterio de delirio. Comúnmente, las personas que padecen un trastorno esquizotípico de la personalidad también cumplen criterios de un trastorno paranoide de la personalidad.
Las creencias inusuales que suelen tener los pacientes con este trastorno de personalidad son comúnmente paranoides, como que el gobierno le está vigilando de cerca, o que mantienen una estrecha comunicación con extraterrestres. Esto les lleva a conductas extrañas como el aislamiento, controlar lo que comen, fabricar aparatos que piensan que les ayudan a combatir al enemigo de sus creencias (un ejemplo estereotípico son los gorritos con papel de aluminio), etc.

## Rasgos
- Incomodidad en situaciones sociales
- Mostrar sentimientos inapropiados a la situación.
- Ausencia de amigos cercanos.
- Comportamiento y/o apariencia extraños.
- Creencias, preocupaciones y fantasías extrañas.
- Habla extraña.

Uno de los síntomas similares a una esquizofrenia es la forma extraña de hablar. En esta forma de hablar se manifiesta de forma indirecta la desorganización lógica de ideas que le preocupan. Por ejemplo, utilizar términos inapropiados, pomposidad del habla, descarrilamiento de ideas, desconexión lógica entre ideas...

## Diagnóstico según DSM IV
Según criterios DSM-IV:
A. Un patrón general de déficit sociales e interpersonales asociados a malestar agudo y una capacidad reducida para las relaciones personales, así como distorsiones cognoscitivas o perceptivas y excentricidades del comportamiento, que comienzan al principio de la edad adulta y se dan en diversos contextos, como lo indican cinco (o más) de los siguientes puntos:
1. Ideas de referencia[3] (excluidas las ideas delirantes de referencia).
2. Creencias raras o pensamiento mágico que influye en el comportamiento y no es consistente con las normas subculturales (p. ej., superstición, creer en la clarividencia, telepatía o "sexto sentido"; en niños y adolescentes, fantasías o preocupaciones extrañas).
3. Experiencias perceptivas inhabituales, incluidas las ilusiones corporales.
4. Pensamiento y lenguaje raros (p. ej., vago, circunstancial, metafórico, sobreelaborado o estereotipado).
5. Suspicacia o ideación paranoide.
6. Afectividad inapropiada o restringida.
7. Comportamiento o apariencia raros, excéntricos o peculiares.
8. Falta de amigos íntimos o de confianza aparte de los familiares de primer grado.
9. Ansiedad social excesiva que no disminuye con la familiarización y que tiende a asociarse con los temores paranoides más que con juicios negativos sobre uno mismo.

B. Estas características no aparecen exclusivamente en el transcurso de una esquizofrenia, un trastorno del estado de ánimo con síntomas psicóticos u otro trastorno psicótico o de un trastorno generalizado del desarrollo.

## Cuestionario de la personalidad esquizotípica
Para determinar si un individuo padece este tipo de trastorno existen varios cuestionarios y/o instrumentos, uno de los más reconocidos debido a su fiabilidad y sus altos niveles de validez es el Schizotypal Personality Questionnaire-SPQ (Cuestionario de la Personalidad Esquizotípica).
El cuestionario original fue creado por el psicólogo inglés Adrian Raine en 1991. Años más tarde fue adaptado al castellano por los investigadores Fumero A, Santamaría C, Navarrete G.
Se realiza de forma auto aplicada y está compuesto de 74 ítems con una duración aproximada de 20-30 minutos, con formato de respuesta de verdadero/falso, una vez finalizado se miden las respuestas, una mayor puntuación indica un mayor nivel de esquizotipia. Siguiendo los criterios recogidos en el DSM-III-RV para este tipo de trastorno, los resultados obtenidos en este diagnóstico se dividen en nueve subescalas. Está dirigido hacia la población adulta, pese a que exista otro cuestionario muy similar adaptado para niños y adolescentes, y puede ser aplicado a internos en centros psiquiátricos, a detenidos para declarar un trastorno mental, o para individuos que presenten algún síntoma propio de la personalidad esquizotípica.

## Tratamiento
Beck y Freeman (1990) establecen un tratamiento para abordar el TETP basado en cuatro estrategias fundamentales.

### Pasos a seguir
Conseguir relaciones terapéuticas sólidas para reducir el aislamiento social; también se recomienda aumentar la red social general del paciente. 
Mejorar la aptitud social a través del entrenamiento de habilidades de socialización, usando estrategias conductuales (role play) y cognitivas; el último es la identificación del pensamiento automático y las suposiciones subyacentes sobre las interacciones con los demás.
Mantener sus sesiones de terapia estructuradas para limitar la rotación mientras establece una pequeña meta para cada sesión.
Enseñar a los pacientes a evaluar la evidencia objetiva en el entorno para hacer una evaluación de sus pensamientos en lugar de depender de sus reacciones emocionales. Es importante en que los pacientes aprendan a ignorar sus pensamientos inapropiados y a considerar las consecuencias de una respuesta emocional o conductual a estos pensamientos.